# G17 Plusz
A G17 Plusz szerbiai centrista politikai párt.

## Története
A párt belsejét 17, különböző tudományokban jártas szakértő alapította (közgazdász, történész, politológus). Eredetileg civil szervezetként 1997-ben jött létre. A szervezet hivatalosan 2002. december 16-án alakult politikai párttá, miután Miroljub Labus elhagyta a Demokrata Pártot. Labus lett az új párt első elnöke.
A 2003-as szerbiai parlamenti választáson a párt a szavazatok 11,5%-át szerezte meg, mellyel a 250 fős parlamentben 34 képviselői helyet szerzett. Ebből hármat a Szociáldemokrata Párt kapott meg, mivel közös listán indultak.
2004 márciusában a Szerbiai Demokrata Párttal és a Szerb Megújhodási Mozgalom – Új Szerbia koalícióval kisebbségi kormányt alakított.
A szerb nemzetgyűlés korábbi elnöke, Predrag Marković a G17 Plusz tagja volt. 2004-ben, Zoran Đinđić miniszterelnök meggyilkolását követően alkotmányos ideiglenes miniszterelnök is volt.
2006 májusában Miroljub Labus lemondott a pozíciójáról. Az új elnök a régi szerb pénzügyminiszter, Mlađan Dinkić lett. Ma ő a gazdasági és regionális fejlesztési miniszter.
2006. október 1-jén a G17 Plusz bejelentette, hogy elhagyja a koalíciót, mert a kormány képtelen elfogni a boszniai szerb Ratko Mladić tábornokot.
A 2007-es szerbiai parlamenti választásokon a G17+ 275.014 szavazatot kapott, ami az összes voks 6,82%-a. Ezzel 19 helyet szerzett a szerb nemzetgyűlésben. A frakcióvezető Mlađan Dinkić, helyettese Verica Kalanović lett.

## Választási eredmények
| Választás | Szavazatok száma | Szavazatok aránya | Mandátumok száma | Mandátumok aránya | Parlamenti szerepe              |
| --------- | ---------------- | ----------------- | ---------------- | ----------------- | ------------------------------- |
| 2003-as   | 438 422          | 11,46%            | 31               | 12,4%             | kormánypárt                     |
| 2007-es   | 275 041          | 6,82%             | 19               | 7,6%              | kormánypárt                     |
| 2008-as1  | 1 590 200        | 38,42%            | 24               | 9,6%              | kormánypárt                     |
| 2012-es2  | 215 666          | 5,51%             | 10               | 4%                | kormánypárt (2013-tól ellenzék) |

1 az Európai Szerbiáért eredménye, melynek része volt a G17 Plusz is
2 a Szerbiai Egyesült Régiók eredménye, melynek része volt a G17 Plusz is

## Külső hivatkozások
- G17 Plus – Hivatalos oldal